# Tennis in Litouwen
Dit is een overzicht van de beste tennissers en tennissters van Litouwen, alle enkelspeltitels van Litouwse tennissers en tennissters en alle tennistoernooien in Litouwen.
De beroemdste Litouwse tennisspeler uit de geschiedenis, is de voormalige nummer 3 van de wereld Vitas Gerulaitis, die uitkwam voor de Verenigde Staten. Zijn ouders waren geïmmigreerd naar de Verenigde Staten, het land waar Gerulaitis werd geboren en opgroeide. De hoogste gerangschikte tennisser uit Litouwen is Ričardas Berankis, met een 50e plek op de ATP-ranglijst.

## Historie
De eerste tennisbaan in Litouwen werd in het jaar 1900 aangelegd, bij het kasteel Astrava (nu district Biržai). De tennisbaan werd aangelegd op verzoek van graaf Tiškevičius. In 1902 werden twee tennisbanen aangelegd in de buurt van het landgoed Palanga. In 1903 liet graaf M. Oginskis een tennisbaan aanleggen in Plungė. In 1907-08 waren er twee tennisbanen in Vilnius, in het park Sereikiškės (voormalig Bernardinų sodas). In 1919 werd een tennisbaan in Kaunas geopend. En hoewel er in Kaunas niet veel tennisliefhebbers waren, hebben hun enthousiasme en organisatie deze sport door heel Litouwen gepopulariseerd.
Op 18 mei 1919 werd een groep tennisspelers gevormd en werd er een demonstratiewedstrijd gehouden tijdens een sportevenement in Kaunas. In 1921 werd een tennissectie opgericht onder de vlag van de Lietuvos fizinio lavinimosi sąjungos (Lithuanian Physical Education Union) (LFLS). In 1924 trok de tennissectie zich terug uit de LFLS en richtte een zelfstandige vereniging op, genaamd 'Kaunaus tennisclub (KTK)'. In 1932 werd de Litouwse tennisbond 'Lietuvos teniso sąjunga (LTS)' opgericht. De LTS sloot zich in 1934 aan bij de International Tennis Federation.
De Tweede Wereldoorlog en de bezetting door het Rode Leger vertraagden de ontwikkeling van het tennis in Litouwen: locaties werden beschadigd en de goede tennissers trokken zich terug naar het westen.

## Mannen

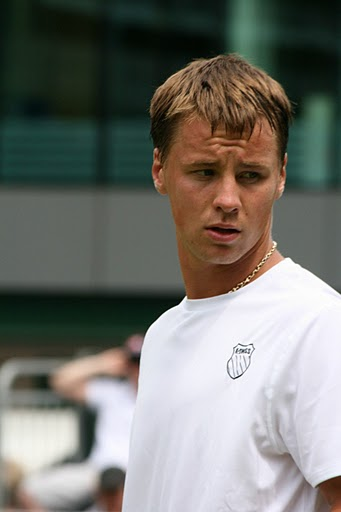
Ričardas Berankis (50e) de hoogst gerankte Litouwse tennisser uit de geschiedenis.

### "Top 150" spelers enkelspel

#### Vanafopen tijdperk
| Nr. | Speler            | Hoogste positie | Datum hoogste positie | W-V    | Titels | Finales |
| --- | ----------------- | --------------- | --------------------- | ------ | ------ | ------- |
| 1.  | Ričardas Berankis | 50              | 2016-05-23            | 94-106 | 0      | 2       |

Bijgewerkt t/m 04-06-2019

### Finaleplaatsen
| Legenda                       | Legenda               |
| ----------------------------- | --------------------- |
| Grand Slam                    |                       |
| Olympische Spelen             |                       |
| tot 2009                      | vanaf 2009            |
| Tennis Masters Cup            | ATP Finals            |
| ATP Masters Series            | ATP Tour Masters 1000 |
| ATP International Series Gold | ATP Tour 500          |
| ATP International Series      | ATP Tour 250          |

#### Enkelspel (open tijdperk)
| Nr.              | Datum           | Toernooi        | Ondergrond    | Winnaar       | Tegenstander in finale | Score         | Details |
| ---------------- | --------------- | --------------- | ------------- | ------------- | ---------------------- | ------------- | ------- |
| Gewonnen finales |                 |                 |               |               |                        |               |         |
| Geen             |                 |                 |               |               |                        |               |         |
| Verloren finales |                 |                 |               |               |                        |               |         |
| 1.               | 29 juli 2012    | ATP Los Angeles | Hardcourt     | Sam Querrey   | Ričardas Berankis (1)  | 6-0, 6-2      | Details |
| 2.               | 22 oktober 2017 | ATP Moskou      | Hardcourt (i) | Damir Džumhur | Ričardas Berankis (2)  | 6-2, 1-6, 6-4 | Details |

Bijgewerkt t/m 04-06-2019

### Toernooien
| Naam                  | Plaats | Categorie | Ondergrond | Periode | Locatie | Jaargangen |
| --------------------- | ------ | --------- | ---------- | ------- | ------- | ---------- |
| Huidige toernooien    |        |           |            |         |         |            |
| Geen                  |        |           |            |         |         |            |
| Voormalige toernooien |        |           |            |         |         |            |
| Geen                  |        |           |            |         |         |            |

## Vrouwen

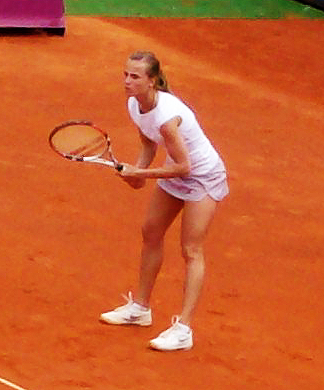
Lina Stančiute (197e) de hoogst gerankte Litouwse tennisster uit de geschiedenis.

### "Top 150" speelsters enkelspel (vanafopen tijdperk)
| Nr.  | Speelster | Hoogste positie | Datum hoogste positie | W-V | Titels | Finales |
| ---- | --------- | --------------- | --------------------- | --- | ------ | ------- |
| Geen |           |                 |                       |     |        |         |

Bijgewerkt t/m 04-06-2019

### Finaleplaatsen
| Legenda                | Legenda                  |
| ---------------------- | ------------------------ |
| Grandslamtoernooi      |                          |
| Olympische Spelen      |                          |
| Year-End Championships |                          |
| tot 2009               | 2009 – 2020 / vanaf 2021 |
| Tier I                 | Premier Mandatory        |
| Tier II                | Premier Five / WTA 1000  |
| Tier III               | Premier / WTA 500        |
| Tier IV & V            | International / WTA 250  |
|                        | Challenger / WTA 125     |

#### Enkelspel (open tijdperk)
| Nr.              | Datum | Toernooi | Ondergrond | Winnaar | Tegenstander in finale | Score | Details |
| ---------------- | ----- | -------- | ---------- | ------- | ---------------------- | ----- | ------- |
| Gewonnen finales |       |          |            |         |                        |       |         |
| Geen             |       |          |            |         |                        |       |         |
| Verloren finales |       |          |            |         |                        |       |         |
| Geen             |       |          |            |         |                        |       |         |

Bijgewerkt t/m 04-06-2019

### Toernooien
| Naam                  | Plaats | Categorie | Ondergrond | Periode | Locatie | Jaargangen |
| --------------------- | ------ | --------- | ---------- | ------- | ------- | ---------- |
| Huidige toernooien    |        |           |            |         |         |            |
| Geen                  |        |           |            |         |         |            |
| Voormalige toernooien |        |           |            |         |         |            |
| Geen                  |        |           |            |         |         |            |

## Tennisspelers van Litouwse afkomst
| Naam             | Hoogste positie | Datum hoogste positie | W-V     | Titels | Finales | Uitkomend voor   | Geboren in       | Afkomst vader | Afkomst moeder |
| ---------------- | --------------- | --------------------- | ------- | ------ | ------- | ---------------- | ---------------- | ------------- | -------------- |
| Vitas Gerulaitis | 3               | 1978-02-27            | 528-225 | 26     | 30      | Verenigde Staten | Verenigde Staten | Litouwen      | Litouwen       |
| Ruta Gerulaitis  |                 |                       | 19-41   | 0      | 2       | Verenigde Staten | Verenigde Staten | Litouwen      | Litouwen       |

Bijgewerkt t/m 04-06-2019